# Maja Mitić
Maja Mitić (Niš, 24. jul 1963) srpska je glumica, rediteljka, koreografkinja i dramska pedagoškinja.

## Biografija
Mitić je diplomirala 1987. godine na Akademiji umetnosti Novi Sad, odsek gluma na klasi profesora Petra Banićevića. Još tokom studija dramske umetnosti odigrala je glavnu žensku ulogu u filmu Šmeker (1985), nakon čega se posvećuje radu u teatru. Najznačajnija ostvarenja dolaze iz njenog rada u prvoj pozorišnoj laboratoriji tadašnje Jugoslavije, kao člana od osnivanja u DAH Teatru Centru za pozorišna istraživanja (od 1991) i član pozorišne mreže Nataša, Magdalena i NKKSSa. Od 2009. godine radi i kao koreografkinja i rediteljka pokreta u zemlji i van nje, uključujući rad na predstavi Zojkin stan, Mihail Bulgakov, BDP u Beogradu, Mletački trgovac, Vilijam Šekspir, Dramski Teatar Skoplje, Makedonija i Žena more, Athletes of the heart, London, UK. Od 2017. godine je umetnička direktorka i selektorka Internacionalnog Nisville Jazz Teatarskog Festivala. Od 1988 član UDUS-a-Udruženje dramskih umetnika Srbije, ima status slobodnog umetnika.
Godine 2000/2001. radi kao gostujuća profesorka tehnike savremenog teatra Univerziteta Ajove), Sjedinjene Američke Države. Od 2008. godine gostujuća je profesorka pozorišne umetnosti za master studije Goldsmitovog univerziteta u Londonu.

## Karijera

### Rani rad u pozorištu i na filmu (1985-1990)
- 1985 film Šmeker, glavna ženska uloga[1]
- 1987 predstava Ženski orkestar, Srpsko Narodno Pozorište, Novi Sad
- 1989 predstava Orestija, Narodno Pozorište Beograd
- 1987 predstava Laza Materina maza, Pozorištance Puž
- 1989 predstava Bitka za Senjak, Pozorište na Terazijama
- 1989 predstava Probudi se Kato, Pozorište na Terazijama
- 1989 predstava Devojke, Teatar na Savi
- 1990 predstava Bas Čelik, Dečiji KCB
- 1990 predstava Nađa, Teatar na Savi
- 1990 film Lager Niš, sporedna ženska uloga
- 1990 TV seriji Aleksa Šantić
- 1990 predstava Balada o I.G.Kovačiću, Teatar poezije Beograd

### Angažman u DAH Teatru
Od 1991. je deo umetničkog i organizacionog jezgra DAH Teatra, pozorišne trupe i Centra za pozorišna istraživanja,čiji je model rada ansambalski rad u svim segmentima teatarske umetnosti. Uz umetnički rad deo je menadžmenta ove trupe kako u organizacionom poslu tako i u produkcijskom.
- Autorka, ko-autorka, producentkinja i deo tima mnogobrojnih društveno angažovanih projekata Centra (Akava sem amen/Ovo smo mi, Igrom Protiv Nasilja 1,2 i 3, NE/Vidljivi Grad, Osnaživanje mladih žena, Prisustvo odsustva).
- 2011-12 Direktorka projekta NE/Vidljivi Grad EU Kultura kojim je Srbija po prvi put bila nosilac projekta za EU Kulturu (EU Culture)
- 2012-13 Umetnička direktorka projekta EU IPA Osnaživanje mladih žena u praćenju primene zakona o rodnoj ravnopravnosti koji je tokom svog trajanja realizovao 11 kratkih dokumentarnih filmova .
- Režirala 3 dokumentarna filma za DAH Teatar, drži radionice tehnika savremenog teatra u zemlji i van nje, piše i objavljuje tekstove u zemlji i van nje.

#### Uloge
- Darovi naših predaka (1992)
- Ova vavilonska pometnja (1992-93)
- Zenit (1994)
- Legenda o kraju sveta (1995)
- Sećanje anđela (1996)
- Slučaj Helen Keler (1998)
- Anđeli u gradovima (1998)
- Plamen vatre na dnu mora, demonstracija rada (1998)
- Mape zabranjenog pamćenja, koprodukcija sa 7Stages, SAD i ArtSpot Production, New Orleans, SAD (2001)
- Cirque Macabre (2002)
- Unutrašnja Mandala (2002)
- Alis i Kafka su mrtvi, živeli Rozenbergovi, koprodukcija sa (Atlanta, SAD) (2005)
- Priča o čaju (2006)
- Vodič kroz alternativnu istoriju Beograda (2006)
- Traženje grada (2007)
- Prelazeći liniju (2009)
- 2 babe,4 mačke i trotinet (2009)
- KOD Nastasijevića (2010)
- Prisustvo odsustva (2013)
- Drhtaj ruže (2014)
- Nekada Plava (2015) koprodukcija sa (7Stages, Atlanta, SAD) i (Kafe Antarsija, Čikago,SAD)
- Alisa u zemlji Zmaja (2016)
- NE/Vidljivi grad (14 uloga od 2005 do 2016)

### Uloge u međunarodnim projektima i predstavama
- Predstava Putovanje, Španija (1993)
- Predstava Ep o Gilgamešu, Švedska(1996)
- Predstava Kada su kćeri videle anđele, SAD (2000)
- Performans Water Wars, Novi Zeland (2004)
- Predstava Žena more, VB (2010)
- Film Partizanski Songospel, (2010)
- Predstava IN/Visible City, Macedonia (2011)
- Predstava IN/Visible City, Velika Britanija (2012)
- Predstava IN/Visible City, Danska (2012)
- Predstava “Moć pamćenja“ , Nemačka (2013)

### Režija, koreografija i dramaturgija
- 22 u 3 - predstava za mlade, korežija i kodramaturgija sa Sanjom Krsmanović Tasić (2003)
- NE/Vidljivi grad- scene o Jevrejima kodramaturgija i korežija sa Sanjom Krsmanović Tasić
- 2 babe 4 mačke i trotinet - predstava za decu, korežija i kodramaturgija sa Sanjom Krsmanović Tasić (2008)
- Zajedno - predstava za mlade, režija i dramaturgija (2014)
- Bolje od igre - predstava za mlade, režija i dramaturgija (2015)
- Alisa u zemlji Zmaja - režija i dramaturgija (2016)
- Drhtaj ruže - koncept (režija i dramaturgija)(2016)
- Crnina priliči Elektri –ART Medija i MOB Skoplje, Makedonija, koreografija i scenski pokret (2015)
- Mletački trgovac - Šekspir-Dramski Teatar, SK, Makedonija, koreografija i scenski pokret (2016/7)
- Zojkin stan - Mihail Bulgakov, BDP Beograd, koreografija i scenski pokret (2017)
- Poslednji rok - Rasputin, BDP, Beograd, koreografija i scenski pokret (2018)
- Raslo mi je badem drvo - Živojin Pavlović, BDP, Beograd, koreografija i scenski pokret (2018)

### Ostala ostvarenja
- Sama je tražila (2017) Pan Teatar i DKCB, SRB
- TV serija Urgentni Centar (2018)

## Pedagoški Rad

### Univerziteti, radionice, predavanja, demonstracije rada
- 2000-01 gostujuća profesorka na Univerzitetu u Ajovi, SAD
- Od 2009 gostujuća profesorka na Goldsmitovom Univerzitetu u Londonu, Velika Britanija, na master studijama.

Pored gostovanja na mnogim festivalima u zemlji i svetu, od Evrope, SAD-a, Novog Zelanda, Australije od 1991 radi i kao pedagog tehnika savremenog teatra, držeći radionice i master klasove po zemlji, regionu i Svetu.

## Spoljašnje veze
- Maja Mitić на веб-сајту  (језик: енглески)